# Dinamica strutturale
La dinamica strutturale è una branca della scienza delle costruzioni per la trattazione generale dello studio delle strutture in movimento nel senso più generale, escludendo cioè i movimenti di tipo rigido che sono oggetto di studio della meccanica razionale. La trattazione costituisce anche un sottoinsieme dell'Analisi strutturale, nel caso in cui le azioni coinvolte nell'equilibrio di una struttura siano anche le forze di inerzia degli elementi strutturali, che risentono di movimenti e deformazioni non trascurabili.
Alla base della teoria infatti vi è la formulazione delle equazioni di equilibrio con aggiunti dei termini inerziali.
Di particolare interesse nell'Ingegneria per lo studio delle vibrazioni e dei conseguenti comportamenti a fatica delle strutture.

## Analisi discreta delle strutture
Nel caso di un sistema fisico che sia descritto da un numero discreto (pari ad n) di variabili di stato di tipo meccanico, si può esprimere lo stato del sistema in forma vettoriale
dove ogni componente del vettore di stato è eguale ad ognuna delle variabili, stesso dicasi per le forze (e momenti) in gioco. Applicando il principio dei lavori virtuali o direttamente le equazioni di equilibrio generiche (Quelle comprendenti le forze di inerzia) si può scrivere il sistema di equazioni che governa il movimento del sistema come:
{\displaystyle \mathbf {M} {\ddot {\mathbf {u} }}+\mathbf {C} {\dot {\mathbf {u} }}+\mathbf {K} \mathbf {u} =\mathbf {f\left(t\right)} }
Dove si è indicato con M, C e K rispettivamente le matrici di massa, attrito viscoso e di elasticità del sistema.
Scrivendo la generica soluzione come:
{\displaystyle \mathbf {u\left(t\right)} =\mathbf {u_{0}} e^{\alpha t}}
L'equazione matriciale diventa:
{\displaystyle \left[{\alpha }^{2}\mathbf {M} +\alpha \mathbf {C} +\mathbf {K} \right]\mathbf {u_{0}} e^{\alpha t}=\mathbf {f\left(t\right)} }
Da questa si ricavano le soluzioni omogenee del sistema imponendo che siano identicamente nulli, nel tempo, i due membri e giungendo alla:
{\displaystyle \left[{\alpha }^{2}\mathbf {M} +\alpha \mathbf {C} +\mathbf {K} \right]\cdot \mathbf {I} =0}
Che si riconduce alla ricerca di Autovalori dell'Equazione caratteristica:
{\displaystyle det\left|{\alpha }^{2}\mathbf {M} +\alpha \mathbf {C} +\mathbf {K} \right|=0}
E quindi alla determinazione degli n Autovettori del sistema che sono chiamati anche Modi Fondamentali di Vibrazione.
{\displaystyle \left[{\alpha _{i}}^{2}\mathbf {M} +\alpha _{i}\mathbf {C} +\mathbf {K} \right]\cdot \mathbf {u_{i}} =0}

## Dinamica Strutturale Monodimensionale
Nel caso di un corpo

## Dinamica Strutturale del Continuo
{\displaystyle \rho {\frac {\partial ^{2}{u\left(P,t\right)}}{\partial {t^{2}}}}=\nabla \cdot \mathbf {T} }
A questa può essere associata una relazione costitutiva che lega gli sforzi alle deformazioni e che nel caso di materiale omogeneo e isotropo assume la forma:
{\displaystyle \mathbf {E} =\mu {\mbox{ }}diag\left(\mathbf {T} \right)\mathbf {I} +\lambda \mathbf {T} }